# Into the Mystic
Into the Mystic è una canzone scritta dal cantautore britannico Van Morrison pubblicata negli album Moondance (1970) e It's Too Late To Stop Now (1974). Si trova al posto numero 474 della lista delle 500 migliori canzoni della storia redatta dalla rivista inglese Rolling Stone e al numero 42 della "The 885 Essential XPN Songs" compilata dalla WXPN che raccolse i voti di tutti i suoi utenti.

## Registrazione e composizione
Into the Mystic fu registrata durante le session per Moondance agli A&R Recording Studios a New York da settembre a novembre 1969 con la partecipazione dell'ingegnere del suono Elliott Scheiner.
Musicalmente la canzone si presenta come una calma e dolce ballata, molto influenzata dalla musica folk e contaminata anche da elementi jazz. Nei testi si parla di una ricerca spirituale, tipica del lavoro di Morrison. <<Il basso è come una barca in movimento, e la canzone rimane sull'acqua come per mezzo di una trasformazione magica.>> <<Alla fine Van canta: too late to stop now, come volendo suggerire che il brano mostri anche l'atto d'amore.>> (Questa frase divenne la chiave di volta di molti concerti dell'artista) Comparata a Yesterday dei The Beatles, fu descritta come «un altro pezzo in cui la musica e le parole sembrano essere nate insieme, allo stesso tempo, per formare un unico elemento perfetto».
Morrison osservò che: <<Into the Mystic è un'altra come Madame Joy e Brown Eyed Girl. Originariamente la intitolai Into the Misty. Ma poi ho pensato che avesse qualcosa di etereo e così la rinominai Into the Mystic. Questa canzone ha un qualcosa di divertente, perché quando era arrivato il momento di inviare i testi a WB Musica, non riuscivo a capire cosa inviargli. Perché in realtà essa ha due serie di liriche. Ad esempio, c'era "I was born before the wind" e "I was borne before the wind", "Also younger than the son, Ere the bonny boat was one" e "All so younger than the son, Ere the bonny boat was won"... Credo che il brano sia solo un pezzo dell'universo.>>

## Reazione della critica
Un commento della Rolling Stone fatto da Greil Marcus e Lester Bangs afferma che il brano è di estrema importanza per l'album perché: <<Into the Mystic è il cuore di Moondance; la musica si sviluppa come un classico senso tempo, con pennellate di chitarra in dissolvenza, acquose note su di un pianoforte e un conteggio di bassi nella vetta. I versi più belli della composizione e anche i più splendidi nella carriera di Morrison sono: "I want to rock your gypsy soul/Just like in the days of old/And magnificently we will fold/Into the mystic." ("Voglio cullare la tua anima zingara / Proprio come nei tempi antichi / E magnificamente ci abbracceremo / nel mistico")  Nella revisione su ''Moondance'' Allmusic sostiene che la composizione possiede una bellezza "talmente elementare che si presenta come la quintessenza di Morrison".

## Acclamazione
Secondo un sondaggio della BBC, Into the Mystic, per la sua atmosfera fredda e lenitiva, è una delle canzoni più importanti che i chirurghi dovrebbero ascoltare mentre eseguono un'operazione. Inoltre il cantautore Elvis Costello disse che essa è il suo brano preferito di Moondance, che a sua volta considera come uno dei 500 album essenziali della musica.

## Mixaggi alternativi
Nell'originale pubblicazione di Moondance, Into the Mystic è stata inserita con il suo mixaggio fatto il 10 dicembre 1969, in cui è presente anche un tamburino che suona. Le successive uscite dell'LP e delle rimasterizzazioni in CD (che uscirono a partire dal 2008), contengono però un mix alternativo della canzone completato il 5 gennaio 1970, senza la percussione e con un suono di sassofono più in sordina. L'originale mix con il tamburino è stato incluso solo nella versione rimasterizzata giapponese dell'album e successivamente anche nelle ristampe della Rhino Records e del 2013.

## Altre pubblicazioni
Una versione dal vivo della canzone fu inclusa nell'album live del 1974 It's Too Late to Stop Now e nella raccolta del 2007 Van Morrison at the Movies - Soundtrack Hits. Una versione strumentale unita in medley con Inarticulate Speech of the Heart fu rilasciata nel 1984 in Live at the Grand Opera House Belfast, e nel 2007 la versione in studio fu inserita nell'antologia Still on Top - The Greatest Hits.

## Nella cultura di massa
Into the Mystic venne usata come colonna sonora di moltissimi film del 1971 con Sweets McGee ed è udibile in due lungometraggi del 1989: "Dream a Little Dream" e "Immediate Family". Nel 1998 venne scelta come brano di accompagnamento in una scena di "Patch Adams" e nel 1999 fu usata in "Kate's Addiction". Fu suonata durante la danza del matrimonio di Jim e Michelle nel film del 2003 "American Pie - Il matrimonio", insieme a una cover dei The Wallflowers. Può anche essere udito in un episodio della seconda stagione di "The Newsroom".

## Cover
La crescita della popolarità di Into the Mystic è anche dovuta ai molteplici artisti famosi che ne fecero varie cover. Fra questi si possono considerare Paul Carrack, Joe Cocker, Glen Hansard & Markéta Irglová (The Swell Season) in "Once (Una volta)", The Dead, Jackson Hawke, Colin James, Ben E. King, Michael McDonald, The Allman Brothers Band, Zac Brown Band, Marc Cohn, The Wallflowers, e Jason Isbell. Mike McClure Band pubblicarono una loro versione del brano nel loro album del 2005 Camelot Falling. Johnny Rivers rilasciò una sua personale re-interpretazione in Slim Slo Slider.

## Formazione
- Van Morrison: voce, chitarra
- John Klingberg: basso
- Jeff Labes: pianoforte
- Gary Mallaber: batteria
- John Platania: chitarra
- Jack Schroer: sassofono alto
- Collin Tilton: sassofono tenore